# Nawroz Mangal
Nawroz Khan Mangal (Pasjtoe: نوروز خان منګل, Kabul, 28 november 1984) is een Afghaans cricketspeler. Hij won tijdens het Aziatisch kampioenschap cricket 2010 met zijn team een zilveren medaille.